# 宮崎県道210号宇納間日之影線
宮崎県道210号宇納間日之影線（みやざきけんどう210ごう うなまひのかげせん）は、宮崎県東臼杵郡美郷町から西臼杵郡日之影町に至る一般県道である。

## 概要
東臼杵郡美郷町北郷宇納間から西臼杵郡日之影町大字七折に至る。

### 路線データ
- 起点：東臼杵郡美郷町北郷宇納間（国道388号交点）
- 終点：西臼杵郡日之影町大字七折（宮崎県道237号北方高千穂線交点）

## 歴史
- 1959年（昭和34年）6月1日 - 宮崎県告示第226号[1]により路線認定される。当時の整理番号は94。
- 2006年（平成18年）8月4日 - 中崎工区[2]が開通。

## 路線状況

### 道路施設

#### 橋梁
- 神影大橋（五ヶ瀬川、西臼杵郡日之影町）

## 地理

### 通過する自治体
- 東臼杵郡美郷町
- 西臼杵郡日之影町

### 交差する道路
| 交差する道路              | 市町村名 | 市町村名 | 交差する場所 | 交差する場所 |
| ------------------------- | -------- | -------- | ------------ | ------------ |
| 国道388号                 | 東臼杵郡 | 美郷町   | 北郷宇納間   | 起点         |
| 六峰街道                  | 東臼杵郡 | 美郷町   | 北郷宇納間   |              |
| 宮崎県道237号北方高千穂線 | 西臼杵郡 | 日之影町 | 大字七折     | 終点         |

### 沿線
- 美郷町役場北郷支所（起点付近）